# Communauté de communes du Val de Rancure
La  Communauté de communes du Val de Rancure  est une ancienne communauté de communes française, située dans le département
des Alpes-de-Haute-Provence. Elle a fusionné le 1er janvier 2011 avec la Communauté de communes Intercommunalité du Luberon Oriental.
Elle tire son nom de la rivière le Rancure.

## Composition
La communauté de communes contenait les communes de Le Castellet, Entrevennes et Puimichel.

## Historique
- 1994 : Création de la communauté de communes
- 1er janvier 2011 fusion avec la Communauté de communes Intercommunalité du Luberon Oriental, les 3 communes (Entrevennes, Le Castellet et Puimichel) feront donc partie de la Communauté de communes Intercommunalité du Luberon Oriental.

## Sources
- le Splaf (Site sur la Population et les Limites Administratives de la France)
- Base Aspic (Accès des Services Publics aux Informations sur les Collectivités)